# ذا رايلي لاود هاوس
ذا رايلي لاود هاوس (بالإنجليزية: The Really Loud House) هو سيتكوم أمريكي موجه للمراهقين تم تطويره بواسطة تيم هوبرت وتم عرضه لأول مرة على نيكلوديون في 3 نوفمبر 2022. إنها حركة حية عمل منبثق من سلسلة الرسوم المتحركة منزل لاود، التي أنشأها كريس سافينو، والمسلسل التلفزيوني الثالث في الامتياز الشامل، باستخدام معظم الممثلين الذين ظهروا في 2021 فيلم تلفزيوني A Loud House Christmas, بما في ذلك Wolfgang Schaeffer, Jahzir Bruno, Sophia Woodward, Catherine Ashmore Bradley, Aubin Bradley, Lexi Janicek, Ella Allan, Mia Allan, Lexi DiBenedetto, و Brian Stepanek, مع Eva Carlton, Annaka Fourneret, August Michael Peterson, و Jolie Jenkins إلى فريق التمثيل.
بالإضافة إلى تطوير المسلسل، يعمل هوبرت كمنتج تنفيذي جنبًا إلى جنب مع شقيقه مايكل هوبرت، ومايكل روبينر (منتج تنفيذي لسلسلة الرسوم المتحركة الأصلية)، ومخرج الحلقة الأولية جوناثان جادج، والثنائي الكتابي لديفيد ماكهيو ومات فلاناغان. يعمل دون دن وكاتبة المسلسلات المتكررة أنجيلا ياربرو كمنتجين، بينما تعمل ميلاني كيرك وديبرا سبايدل كمنتجين مشاركين خلال الموسمين الأول والثاني على التوالي. يتكون طاقم الكتابة من الأخوين هوبرت، وشقيقتهما أودري هوبرت، وإيمي بيتمان، وبيتر ليم، وآلان ياناجا، وجون ديل. عمل Limm كمحرر قصة طوال فترة العرض، وانضم إليه Yanaga للموسم الثاني. ياربرو وماكهيو وفلانغان وديفيد إس. روزنتال كتبوا أيضًا لهذه السلسلة. أصبح روزنتال منتجًا استشاريًا للموسم الثاني من العرض. يضم طاقم الإدارة حتى الآن القاضية ميليسا كوسار وديفيد كيندال وفيل لويس ودانييلا إيزمان وكارلوس غونزاليس. تم إنتاج المسلسل بواسطة Nickelodeon Productions بالتعاون مع شركة Hobert's 93rd Street Productions وJudge's Quick To Judge.
في 24 مارس 2022، تم الإعلان في الأصل عن سلسلة حية من "منزل لاود" لـ باراماونت+. تم تعيين معظم أعضاء فريق التمثيل الرئيسي في A Loud House Christmas على إعادة تمثيل أدوارهم في المسلسل، بما في ذلك وولفغانغ شيفر مثل لينكولن وجازير برونو مثل كلايد. في 26 مايو 2022، تم الإعلان عن إعادة صياغة ليني ولين وريتا للمسلسل (على الرغم من أن ممثلة ريتا السابقة، موريتا موس، كانت في الأصل مستعدة لإعادة تمثيل دورها).) وأن إيفا كارلتون وأناكا فورنيريت وجولي جينكينز ستحل محل دورا دولفين ومورجان ماكجيل وموس في الأدوار المعنية، إلى جانب إعلان آخر بأن ليكسي ديبينديتو ستعيد تمثيل دورها في دور لوري. بدأ تصوير المسلسل في ألباكركي، نيومكسيكو في يونيو 2022. في 4 سبتمبر 2022 تم الإعلان عن المسلسل بعنوان The Really Loud House, سيتم عرضه لأول مرة على نيكلوديون في نوفمبر 2022. في 5 أكتوبر 2022، أُعلن أن المسلسل سيُعرض لأول مرة في 3 نوفمبر 2022.
في أبريل 2023، تم تجديد المسلسل للموسم الثاني وحصل على الضوء الأخضر لفيلم تلفزيوني بعنوان الهالوين A Really Haunted Loud House. تم عرض الفيلم لأول مرة في 28 سبتمبر 2023. في 4 أبريل 2023، تم تجديد المسلسل لموسم ثانٍ مكون من 20 حلقة، بالإضافة إلى وكان من المقرر أن يبدأ تصوير الموسم الثاني في 5 يونيو 2023، ولكن في 24 مايو 2023، تم إيقاف إنتاج الموسم الثاني بسبب الاعتصام من أجل 2023 Writers Guild of America strike.بعد الانتهاء من الإضرابات, بدأ تصوير الموسم الثاني في ألباكركي في ديسمبر 2023. في 16 يناير 2024، أُعلن أن الموسم الثاني سيُعرض لأول مرة في 19 فبراير 2024.

## الملاحظات
1. ↑  يُنسب الدور الصوتي لـ Brian Stepanek لـ Robot Todd في القسم "المميز" من الاعتمادات النهائية.

## روابط خارجية
- ذا رايلي لاود هاوس على موقع IMDb (الإنجليزية)
- ذا رايلي لاود هاوس على موقع روتن توميتوز (الإنجليزية)
- ذا رايلي لاود هاوس على موقع ألو سيني (الفرنسية)
- ذا رايلي لاود هاوس على موقع قاعدة بيانات الفيلم (الإنجليزية)